# Suhpalacsa ambiguus
Suhpalacsa ambiguus is een insect uit de familie van de vlinderhaften (Ascalaphidae), die tot de orde netvleugeligen (Neuroptera) behoort. 
Suhpalacsa ambiguus is voor het eerst wetenschappelijk beschreven door Navás in 1914.